# 딤플 카파디아
딤플 카파디아(힌디어: डिम्पल कपाड़िया, 영어: Dimple Kapadia, 1957년 6월 8일 ~ )는 인도의 배우이다. 1992년 내셔널 필름 어워드 여우주연상, 필름페어상 여우주연상 2회(1973년, 85년) 수상자이다.

## 출연 작품
- 테넷 (2020) - 프리야 역
- 웰컴 백 (2015)
- 파니를 찾아서 (2014)
- 칵테일 (2012)
- 퍼티알러 하우스 (2011)
- 다방 (2010)
- 럭 바이 찬스 (2009)
- 빙 사이러스 (2005)
- 딜 차타 해 (2001)
- 바비 (1973)